# Piero Delbosco
Piero Delbosco (ur. 15 sierpnia 1955 w Poirino) – włoski duchowny katolicki, biskup Cuneo i Fossano w latach 2015–2023, biskup Cuneo-Fossano od 2023.

## Życiorys
Święcenia kapłańskie otrzymał 15 listopada 1980 z rąk kardynała Anastasio Alberto Ballestrero i został inkardynowany do archidiecezji turyńskiej. Pracował głównie jako duszpasterz parafialny, pełnił także funkcje m.in. wikariusza biskupiego dla zachodu archidiecezji, prowikariusza generalnego, kanclerza kurii oraz delegata arcybiskupiego ds. diakonatu stałego.
9 października 2015 papież Franciszek mianował go biskupem diecezjalnym dwóch diecezji złączonych w unii in persona episcopi: Cuneo i Fossano. Sakry udzielił mu 29 listopada 2015 metropolita Turynu - arcybiskup Cesare Nosiglia. 1 czerwca 2023 roku po decyzji papieża Franciszka o połączeniu diecezji Cuneo i Fossano, stał się pierwszym biskupem diecezjalnym połączonej diecezji Cuneo-Fossano.